# Primus (cerveja)
Primus foi um dos produtos do Grupo Brasil Kirin (ex-Grupo Schincariol), lançada em 2002 para ser uma cerveja com sabor especial, elaborada com ingredientes da melhor procedência, tais como a sua água, que é extraída de fontes naturais do interior de São Paulo e o famoso Lúpulo de Hallertau, uma região da Alemanha conhecida pelo melhor lúpulo aromático do mundo.

## Nome
Oficialmente, pode-se dizer que o nome Primus foi idealizado a partir de uma homenagem a um dos fundadores da companhia, o Sr. Primo Schincariol. 
Reza a lenda que este nome é uma referência direta a Jan Primus, também conhecido como Gambrinus, um grande apreciador de cervejas, muito popular na região onde vivia. Após se envolver com uma mulher casada, foi desafiado pelo marido traído para um duelo mortal. Jan ganhou a batalha e poupou a vida de seu oponente, mas ao virar-se, foi apunhalado pelas costas por ele. Depois disto, foi imortalizado como o patrono dos cervejeiros no século XIII.

## Característica
Por ser produzida com o Lúpulo de Hallertau, Primus se apresenta como uma cerveja de aroma marcante e sabor refrescante e suave, com boa formação de espuma, ideal para ser tomada bem gelada no dia-a-dia.
Primus pode ser encontrada nas embalagens garrafa 600ml, long neck, lata e ainda na versão chope.